# Patten (Maine)
Patten – miasto w Stanach Zjednoczonych, w stanie Maine, w hrabstwie Penobscot.